# Astragalus atenicus
Astragalus atenicus е вид растение от семейство Бобови (Fabaceae). Видът е световно застрашен, със статут Уязвим.

## Разпространение
Разпространен е в Джорджия.